# سلمان تأثیر
سلمان تأثیر سیاست‌مدار و تاجر پاکستانی و فرماندار ایالت پنجاب بود. وی از اعضای حزب مردم پاکستان بود. وی از مخالفان سرسخت قانون کفرگویی پاکستان و از طرفداران مدارا و تساهل در کشورش بود.

## ترور
در تاریخ ۴ ژانویه ۲۰۱۱ میلادی، سلمان تأثیر مشغول صرف غذا با یکی از دوستانش در رستورانی در اسلام‌آباد بود که توسط یکی از محافظین شخصی‌اش به قتل رسید. محافظ سلمان تأثیر فردی «اسلام‌گرا» به نام ممتاز قدری بود. وی در حالی که فریاد «الله اکبر» سر داده بود، ظرف ۳ تا ۴ ثانیه ۲۷ گلوله به سلمان تأثیر شلیک کرد. ممتاز قدری دلیل این قتل را، حمایت سلمان تأثیر از تجدیدنظر در حکم اعدام آسیه بی‌بی به جرم توهین به محمد، پیامبر اسلام عنوان کرد. آسیه بی‌بی براساس قانون کفرگویی که فرماندار پنجاب از منتقدین آن قانون بود، به اعدام محکوم شده است. به موجب قوانین کفرگویی در پاکستان هر کس که به «توهین به قرآن یا پیامبر اسلام» متهم شود بلافاصله با مجازات زندان یا اعدام محکوم می‌شود.